# 法蘭西斯小脂鯉
法蘭西斯小脂鯉，為輻鰭魚綱脂鯉目脂鯉亞目脂鯉科的其中一個種。分布於南美洲巴西淡水流域，體長可達75.5公分，棲息在底中層水域，生活習性不明。